# Alison Davies
Alison Nicole Davies (Adelaida, 26 de septiembre de 1974) es una deportista australiana que compitió en remo.
Ganó dos medallas en el Campeonato Mundial de Remo, en los años 1993 y 1994. Participó en dos Juegos Olímpicos de Verano, ocupando el quinto lugar en Atlanta 1996 y el quinto en Sídney 2000, en la prueba de ocho con timonel.

## Palmarés internacional
| Campeonato Mundial | Campeonato Mundial            | Campeonato Mundial | Campeonato Mundial |
| Año                | Lugar                         | Medalla            | Prueba             |
| ------------------ | ----------------------------- | ------------------ | ------------------ |
| 1993               | Račice (República Checa)      | Medalla de plata   | Dos sin timonel    |
| 1994               | Indianápolis (Estados Unidos) | Medalla de bronce  | Cuatro sin timonel |